# Cecilia Rognoni
María Cecilia Rognoni Potocki (Buenos Aires, 1 december 1976) is een Argentijnse hockeyspeelster. Ze werd in 2002 verkozen tot de beste vrouwelijke speelster van de wereld.
De verdedigster komt sinds 1994 uit voor de Argentijnse hockeyploeg. Het grootste succes dat ze boekte met die ploeg was een gouden plak op het Wereldkampioenschap hockey 2002. Daarnaast won ze ook een zilveren medaille op de Olympische Spelen 2000. Bij elkaar speelde Rognoni 231 keer in het shirt van Argentinië. In 2005 werd ze uit de nationale ploeg geweerd, na onenigheid met de toenmalige coach. Pas in 2010 keerde ze weer even terug bij de Argentijnse ploeg, maar moest ze vanwege knieblessures een punt achter haar interlandloopbaan zetten. 
In clubverband speelde Rognoni in haar eigen land bij Club Ciudad de Buenos Aires. Vanaf 2003 kwam Rognoni ook uit in de Nederlandse Hoofdklasse. Ze speelde eerst anderhalf jaar bij HC Rotterdam en vervolgens voor Push. In 2006 ging ze naar Amsterdam H&BC, waar haar landgenoot Max Caldas toentertijd de hoofdcoach was. In 2009 ging Rognoni naar de vrouwen van Overgangsklasser HC Bloemendaal.

## Erelijst
- 1999 –  Pan-Amerikaanse Spelen in Winnipeg (Can)
- 2000 –  Olympische Spelen in Sydney (Aus)
- 2001 –  Pan-Amerikaanse beker in Kingston (Jam)
- 2001 –  Champions Trophy in Amstelveen (Ned)
- 2002 –  WK hockey in Perth (Aus)
- 2002 –  Champions Trophy in Macau (Chn)
- 2003 –  Pan-Amerikaanse Spelen in Santo Domingo (Dom)
- 2004 –  Olympische Spelen in Athene (Gri)
- 2004 –  Champions Trophy in Rosarío (Arg)

## Onderscheidingen
- 2002 – FIH World Player of the Year